# Červenice (hrad)
Červenice jsou zaniklý hrad jižně od Sirákovic u Golčova Jeníkova v okrese Havlíčkův Brod v Kraji Vysočina. Hrad byl osídlen ve třináctém století a dochovaly se z něj terénní relikty opevnění.

## Historie
O hradu se nedochovala žádná písemná zpráva, ale podle nalezených artefaktů byl založen ve třináctém století.

## Popis
Hrad na ostrohu nad levým břehem Červenického potoka patří ke kolonizačním provizorním objektům nebo nenáročný šlechtický hrad z počátků jejich budování. Jeho dispozice byla dvojdílná. Předhradí chránil příkop a val. Hradní jádro neobsahuje patrné stopy zástavby. S výjimkou zadní skalnaté strany je obepínal obvodový příkop s vnějším valem a na straně předhradí byly val s příkopem zdvojeny.